# Ault Field (Washington)
Ault Field era un lugar designado por el censo del condado de Island, estado de Washington, Estados Unidos. Según el censo de 2000, en ese momento tenía una población de 2064 habitantes.
En los Estados Unidos, un lugar designado por el censo (traducción literal de la frase en inglés census-designated place, CDP) es una concentración de población identificada por la Oficina del Censo exclusivamente para fines estadísticos.
Hoy se conoce con ese nombre a la porción principal de Whidbey Island Station, un CDP significativamente menor en superficie que abarca la estación naval y aérea localizada en la isla de Whidbey.

## Geografía
Estaba ubicado en las coordenadas 48°19′29″N 122°39′53″O / 48.32472, -122.66472.